# Plusiophaes argosticta
Plusiophaes argosticta är en fjärilsart som beskrevs av Fletcher 1961. Plusiophaes argosticta ingår i släktet Plusiophaes och familjen nattflyn. Inga underarter finns listade i Catalogue of Life.